# Redmi 1
Lo Xiaomi Redmi 1 (chiamato anche Hongmi o Original Redmi) è uno smartphone commercializzato nel luglio 2013 in Cina e nell'agosto 2013 nel mondo sviluppato dall'azienda cinese di smartphone Xiaomi. È il primo prodotto della serie Redmi.

## Caratteristiche[1]
Il Redmi 1 sul lato software offre Android Jelly Bean 4.2.2 con l'interfaccia utente MIUI 5, aggiornabile a Android KitKat 4.4.2. Per quanto riguarda la costruzione, il Redmi 1 ha uno chassis di plastica, mentre a livello hardware lo schermo è un touchscreen capacitivo LCD IPS da 4,7 pollici HD, il chipset è un MediaTek MT6589T che comprende una CPU Quad-core e una GPU PowerVR SGX544MP. Il dispositivo è dotato di 1 GB di RAM e di 4 GB di memoria interna, con supporto per l'espansione microSD fino a 64 GB. Abbiamo inoltre un microfono, il WiFi 802.11 b/g/n, il Bluetooth 4.0 BLE, l'A-GPS, una porta micro-USB, una fotocamera posteriore da 8 megapixel con autofocus e flash LED e una fotocamera frontale da 1,3 megapixel. La telecamera posteriore è in grado di registrare video in Full HD, mentre la fotocamera anteriore supporta la registrazione di video HD. La parte posteriore dello smartphone è dotata di una superficie plastica con il logo Xiaomi in metallo spazzolato nella parte bassa del coperchio posteriore. Lo smartphone viene spedito con un caricabatterie AC di 1.000 mA, per caricare la batteria da 2050 mAh.

## Redmi 1S
Lo Xiaomi Redmi 1s è stato annunciato nel maggio 2014, differisce dal Redmi originale per avere un chipset diverso Qualcomm Snapdragon 400 MSM8228, 8 GB di memoria interna eMMC 4.5 e un vetro Asahi Dragontrail Glass anziché Gorilla Glass 2 a proteggere lo schermo.